# Marais de Truscat
Le marais de Truscat  est un marais salant proche du golfe du Morbihan, dans la commune de Sarzeau dans le département du Morbihan. Il est protégé pour son intérêt écologique, particulièrement pour les populations d'oiseaux qui le fréquentent.

## Protection
Le marais de Truscat fait partie du réseau Natura 2000 (ZSC et ZPS du Golfe du Morbihan).

## Localisation
Le marais de Truscat est un marais salant en bordure du golfe du Morbihan à l'est du golfe.

## Écologie
Tout comme le marais de La Villeneuve, le marais de Lasné et le marais du Duer plus à l'est, le marais de Truscat est un exemple de paysage semi-naturel devenu indispensable à la biodiversité du Golfe du Morbihan.

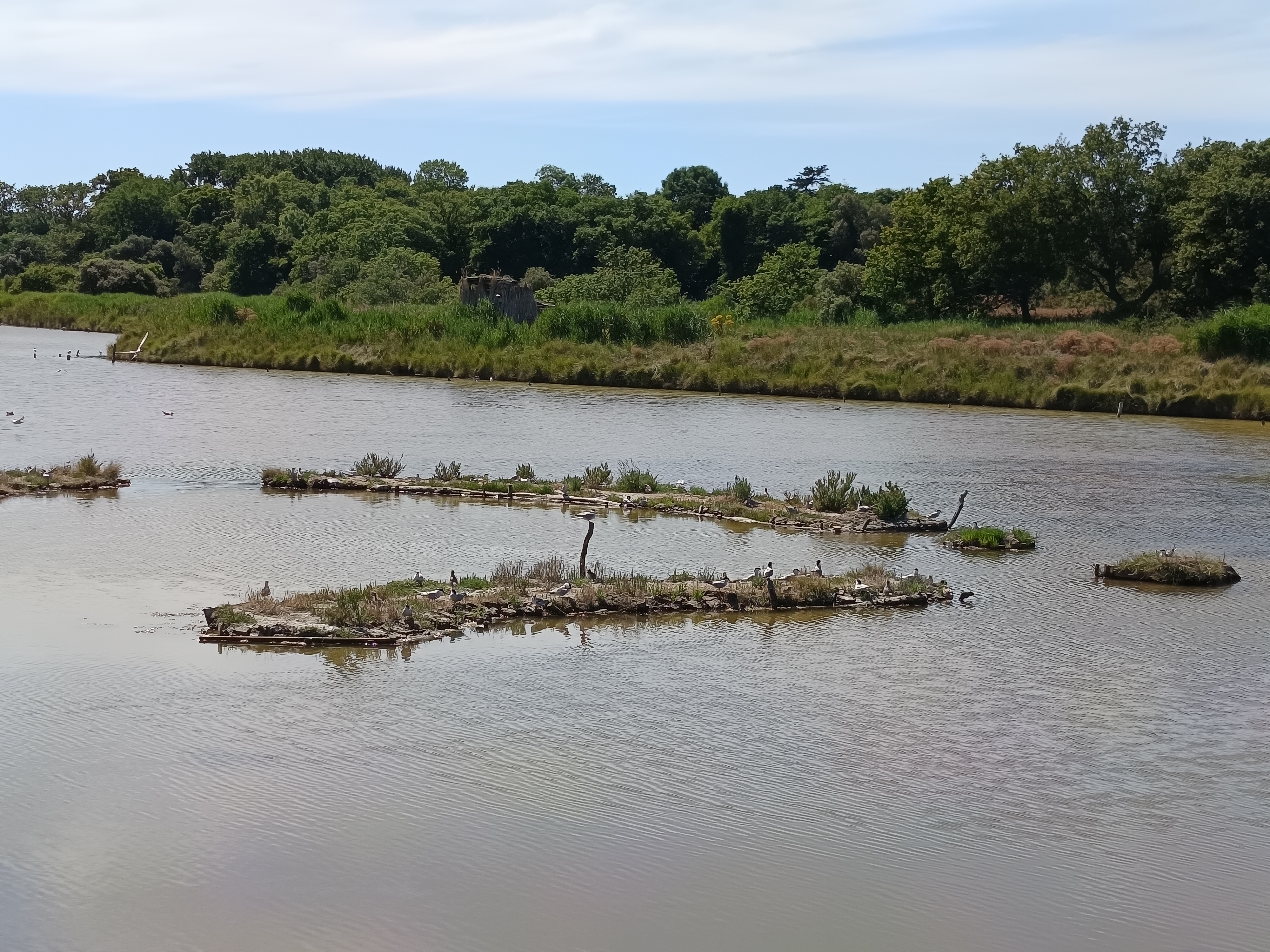
Les îlots de la vasière du marais salant de Truscat accueille les sternes pierregarin en nombre pour nidifier.

## Histoire
Le site du marais de Truscat correspond à d'anciennes salines, créées au XVe siècle, et encore exploitées de nos jours.
En 1463, le Duc François II de Bretagne concéda le site à Jean Maubec, son secrétaire, afin de remettre en état d'ancien marais salants abandonnés depuis longtemps. En 1540, la saline s'étendait sur 5 hectares et comprenait 75 œillets. En 1558, une nouvelle concession permit d'étendre les marais afin d'atteindre une centaine d'œillets. En 1672, 120 nouveaux œillets situés entre la presqu'île et le manoir, s'ajoutent aux précédents.
L'exploitation salicole cesse dans les années 1950, avant de reprendre en 2016-2017 sous l'impulsion d'Olivier Chenelle,.

## Visite
Le marais de Truscat est une propriété privée, l'accès du public est autorisé uniquement de avril à octobre.